# New Surrender

New Surrender est un album du groupe Anberlin sorti en 2008.

## Liste des pistes
- The Resistance - 3.17
- Breaking - 3.27
- Blame Me! Blame Me! - 3.10
- Retrace - 3.51
- Feel Good Drag - 3.28
- Disappear - 3.38
- Breathe - 3.36
- Burn Out Brighter (Northern Lights) - 3.34
- Younglife - 3.40
- Haight Street - 2.59
- Soft Skeletons - 4.09
- Miserable Visu (Ex Malo Bonum) - 6.36
- Mother Bonus Track - 3.24
- Heavier Thingd Remain Bonus Track - 3.26
- True Faith Bonus Track - 3.42
- Said and Done Bonus Track - 4.06
- A Perfect Tourniquet Bonus Track - 3.14
- Feel Good Drag (Acoustic Version) Bonus Track - 3.25